# پتروویتسه (منطقه تربیچ)
پتروویتسه (به چکی: Petrovice) یک منطقهٔ مسکونی در جمهوری چک است که در منطقه تربیچ واقع شده‌است. پتروویتسه ۶٫۱۸ کیلومتر مربع مساحت و ۴۲۵ نفر جمعیت دارد و ۴۳۸ متر بالاتر از سطح دریا واقع شده‌است.